# Guaranda (Sucre)
Guaranda es un municipio colombiano del departamento de Sucre ubicado en la región de La Mojana, en la margen izquierda del río Cauca, al sur del departamento. Se le conoce como «La Puerta de Oro de La Mojana Sucreña». Su código DANE es 70-265.

## Toponimia
Respecto al origen del topónimo de Guaranda existen dos versiones:
La primera sostiene que Domingo Sampayo, fundador del municipio, propuso cambiar el nombre de Colorado por Guaranda, a semejanza de una ciudad muy próspera del Ecuador. 
La segunda versión sostiene que el municipio debe su nombre al Cacique Guarandá, quien era un jefe indígena que presidía las reuniones de su tribu bajo un gran árbol llamado "Guarango".

## División Político-Administrativa
Aparte de su Cabecera Municipal. Guaranda tiene bajo su jurisdicción los centros poblados:
- Diazgranados
- Gavaldá
- La Ceja
- La Concordia
- Las Pavas
- Nueva Esperanza
- Palmaritico
- Puerto López
- Tierra Santa

Además, de 43 veredas.

## Historia
El territorio de Guaranda estuvo poblado inicialmente por familia Panzenú, del grupo indígena Zenú, pertenecientes a la tribu de Casinagua. Estos indígenas se caracterizaron por hacer trabajos hidráulicos consistentes en extensos sistemas de canalizaciones para aprovechar las inundaciones del río Cauca y el sedimento como abono.
La fundación de Guaranda tiene sus antecedentes en la disolución de la población denominada Algarrobo en el año 1848, cuyos pobladores, dirigidos por el sacerdote español Andrés Castaño, deciden trasladarse a otro lugar, en el sitio donde actualmente está situada la población de Boyacá, conocida también con el nombre de El Playón. El nuevo caserío pasó a llamarse San Antonio de Boyacá.
Aproximadamente dos décadas y media después, las familias Villareal, Arreola, Galvis, García, Castaño, Madera, Genes, Uribe, Quintana, Polanco, Ríos y Salas, entre otras, decidieron invadir unos terrenos del General Vásquez Castro en un sitio llamado Morro Hermoso, ubicado a las orillas del río Cauca entre Achí y la hoy cabecera municipal de Guaranda. El General Vásquez, jefe liberal de Majagual, hizo valer sus títulos como propietario de la tierra y presionó por la expulsión de los invasores. Ante tal dificultad, se decidió comprarle a Domingo Sampayo un terreno ubicado a cinco kilómetros de Morro Hermoso río arriba, adyacente a Caños Cachimbero.
Guaranda fue fundado el 3 de agosto de 1872. Una vez legalizada la Escritura Pública de compra ante el Notario Público de Majagual, se comenzó a edificar el nuevo villorrio al que dieron el nombre de Colorado, debido al color de la tierra. Mediante Ley 19 de 1877, adicional y reformatoria de la División Territorial del Estado Soberano de Bolívar, Guaranda entró a formar parte del Distrito de Achí, en la provincia de Magangué. 
En 1896, la comunidad adquiere un nuevo globo de terreno por compra hecha a los señores José de los Ángeles Arreola y a los hermanos Lucio Villarreal Galvis y Leandro Villarreal Galvis, según consta en la Escritura Pública N.º 60 de 30 de junio de 1921, de la Notaría Única de Majagual. Con la compra de diecisiete cabuyas se logró ampliar el perímetro urbano de la naciente población.
En el año 1898 Guaranda fue erigido en corregimiento de Majagual y mediante Ordenanza N.º 02 del 31 de octubre de 1984, emanada de la Asamblea Departamental de Sucre, fue establecido como municipio. Inició vida político–administrativa el 20 de enero de 1985. 
En 1977 la Congregación Vicentina fundó la iglesia de la parroquia del Santo Cristo de Guaranda. En noviembre de 2017 la parroquia fue atacada por parte de algunos vándalos que destruyeron varias imágenes religiosas.

## Geografía

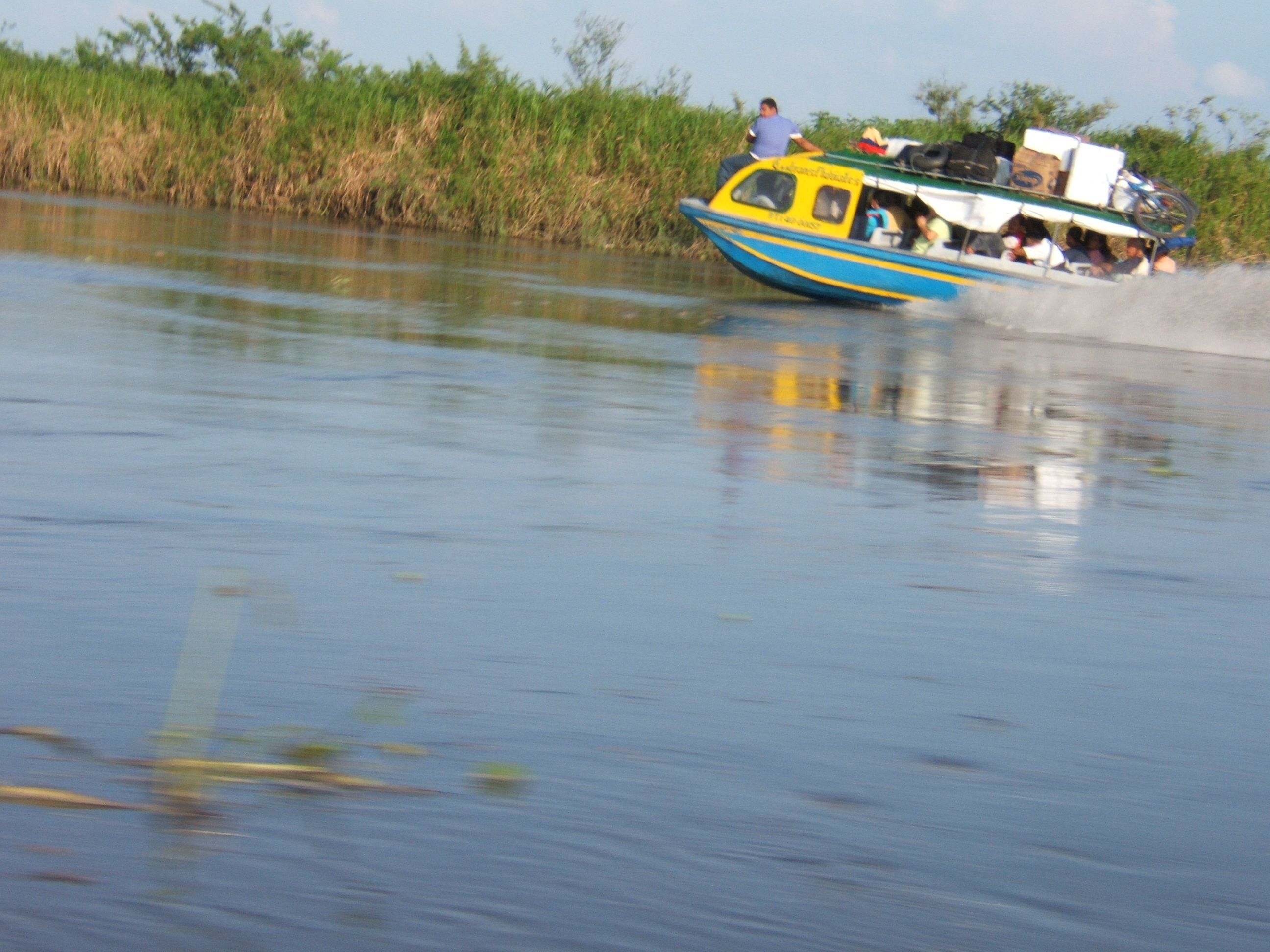
Chalupa en el río Cauca.

La cabecera municipal de Guaranda está localizada a los 8°28′11″ de latitud norte y 74° 32' 18 de latitud oeste, a 20 metros sobre el nivel del mar. El municipio se encuentra ubicado al sureste del Departamento de Sucre, en la ecorregión de La Mojana, en la margen izquierda del río Cauca. Tiene una extensión de 354 km². 
La mayor parte del territorio es plano con pequeños Cerros en la parte sureste, además de múltiples ciénagas y caños que se encuentran en este a lo largo del territorio municipal.

### Límites
- Norte: con el municipio de Majagual (Sucre).
- Sur: con el municipio de San Jacinto del Cauca (Bolívar).
- Oriente: con el municipio de Achí (Bolívar).
- Occidente: con el municipio de Ayapel (Córdoba).

## Economía

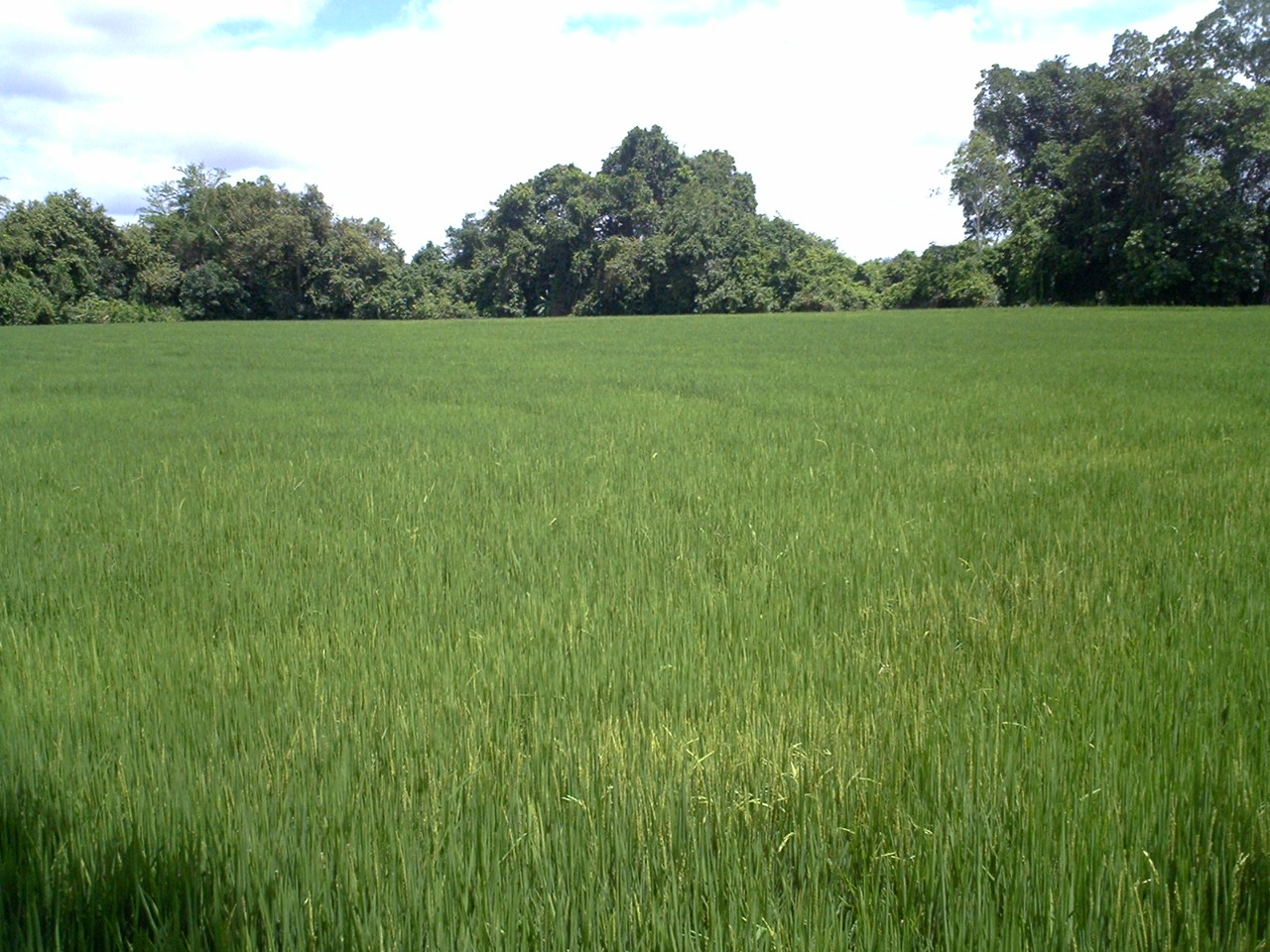
Cultivo de arroz en Guaranda.

Su economía se basa en el comercio, la agricultura y la ganadería, destacándose los cultivos de arroz, maíz, sorgo, la cría de ganado y la producción de leche, aunque se pueden encontrar otros cultivos como yuca, ahuyama, patilla, ajonjolí, ñame, plátano. La pesca también es fuente de empleo, dado que el municipio se encuentra a orillas del río Cauca, además de tener múltiples caños y ciénagas.
Para el sector comercial resulta importante el puerto sobre el río Cauca, al que atracan y del que salen continuamente chalupas de cabina y otras embarcaciones que se comunican con Magangué, al norte, en el departamento de Bolívar, y con Nechí, en el departamento de Antioquia, hacia el suroriente.

## Turismo

### Lugares de interés
- Cerro Corcovao
- Cerro La Vaca
- Ciénaga Mamarraya
- Monumento del Tractor
- Monumento de Cristo

#### Templo Parroquial Santo Cristo
Regentado por los Misioneros Vicentinos desde 1977, se iniciaron las obras de remodelación y construcción de las torres bajo el curato del p. Felipe Rojas, CM. El 3 de octubre del 2022 se bendijo la primera piedra de la torres, el maestro constructor que estuvo al frente de la obra fue Benyair Villarreal. Luego de un año largo de trabajo se bendijeron las torres y se entronizó la imagen del Santo Cristo el día 7 de octubre de 2023 con la presencia de Monseñor José Clavijo, al evento también participaron autoridades eclesiásticas y civiles, entre ellos el gobernador del departamento de Sucre. 

### Festividades
- Fiestas Patronales: Se celebran el 20 de enero en honor del Santo Cristo de Guaranda, patrono del municipio.
- Fundación del Municipio: Se celebra el 3 de agosto.
- Erección del Municipio: La erección formal de Guaranda como municipio se celebra el 31 de octubre.

## Estructura organizacional municipal
| Guaranda     | Guaranda    | Guaranda                   |
| Departamento | Código DANE | Categoría municipal (2023) |
| ------------ | ----------- | -------------------------- |
| Sucre        | 70265       | Sexta                      |

- Personería: Es un centro del Ministerio Público de Colombia que ejerce, vigila y hace control sobre la gestión de las alcaldías y entes descentralizados; velan por la promoción y protección de los derechos humanos; vigilan el debido proceso, la conservación del medio ambiente, el patrimonio público y la prestación eficiente de los servicios públicos, garantizando a la ciudadanía la defensa de sus derechos e intereses.

- Concejo Municipal: Es la suprema autoridad política del municipio. En materia administrativa sus atribuciones son de carácter normativo. También le corresponde vigilar y hacer control político a la administración municipal. Se regulan por los reglamentos internos de la corporación en el marco de la Constitución Política Colombiana (artículo 313) y las leyes, en especial la Ley 136 de 1994 y la Ley 1551 de 2012.

Constituido por 11 concejales por un periodo de 4 años. 
- Alcaldía Municipal: En esta se encuentra la administración municipal y las entidades descentralizadas del municipio.

El Alcalde se pronuncia mediante decretos y se desempeña como representante legal, judicial y extrajudicial del municipio. El actual Alcalde municipal es Nolberto Beltrán Bueno (2024-2027), elegido por voto popular.
- ''JAL''.